# Liste des sites Ramsar au Canada
Cet article recense les zones humides du Canada concernées par la convention de Ramsar.

## Statistiques
La convention de Ramsar est entrée en vigueur au Canada le 15 mai 1981.
En janvier 2020, le pays compte 37 sites Ramsar, couvrant une superficie de 130 867,67 km2.

## Liste
| Site                                     | Province / Territoire              | Notes | Date              | Superficie (km²) | Altitude (m) | Identifiant Ramsar | Identifiant WDPA | Coordonnées                          | Photo |
| ---------------------------------------- | ---------------------------------- | ----- | ----------------- | ---------------- | ------------ | ------------------ | ---------------- | ------------------------------------ | ----- |
| Cap Tourmente                            | Québec                             |       | 15 janvier 1981   | 23,98            | 2 - 600      | 214                | 67825            | 47° 04′ 01″ nord, 70° 48′ 00″ ouest  |       |
| Mary's Point (en)                        | Nouveau-Brunswick                  |       | 24 mai 1982       | 12,00            | -2 - 10      | 236                | 67826            | 45° 43′ 59″ nord, 64° 45′ 00″ ouest  |       |
| Pointe Long                              | Ontario                            |       | 24 mai 1982       | 137,30           | 174 - 183    | 237                | 67827            | 42° 34′ 59″ nord, 80° 15′ 00″ ouest  |       |
| Marais Delta (en)                        | Manitoba                           |       | 24 mai 1982       | 230,00           | 248          | 238                | 67828            | 50° 04′ 59″ nord, 98° 00′ 00″ ouest  |       |
| Lac de la Dernière-Montagne              | Saskatchewan                       |       | 24 mai 1982       | 156,02           | 425          | 239                | 67829            | 51° 19′ 59″ nord, 105° 15′ 00″ ouest |       |
| Territoire d'été de la grue blanche (en) | Alberta, Territoires du Nord-Ouest |       | 24 mai 1982       | 16 895,00        | 150 - 250    | 240                | 67830            | 60° 15′ nord, 113° 15′ ouest         |       |
| Delta Paix-Athabasca                     | Alberta                            |       | 24 mai 1982       | 3 213,00         | 204 - 210    | 241                | 67831            | 58° 42′ 00″ nord, 111° 07′ 59″ ouest |       |
| Lacs Hay-Zama (en)                       | Alberta                            |       | 24 mai 1982       | 500,00           | 320          | 242                | 67832            | 58° 30′ nord, 119° 00′ ouest         |       |
| Delta du fleuve Fraser                   | Colombie-Britannique               |       | 24 mai 1982       | 206,82           | 0 - 8        | 243                | 67833            | 49° 06′ 00″ nord, 123° 10′ 01″ ouest |       |
| Plaine Old Crow (en)                     | Yukon                              |       | 24 mai 1982       | 6 170,00         | 260 - 300    | 244                | 67834            | 67° 34′ 01″ nord, 139° 49′ 59″ ouest |       |
| Col Polar-Bear                           | Territoires du Nord-Ouest          |       | 24 mai 1982       | 2 624,00         | 0 - 60       | 245                | 67835            | 75° 43′ 01″ nord, 98° 40′ 01″ ouest  |       |
| Golfe de la Reine-Maud                   | Territoires du Nord-Ouest          |       | 24 mai 1982       | 62 782,00        | 0 - 100      | 246                | 67836            | 67° nord, 102° ouest                 |       |
| Basses terres de Rasmussen (en)          | Territoires du Nord-Ouest          |       | 24 mai 1982       | 3 000,00         | 0 - 50       | 247                | 67837            | 68° 40′ 01″ nord, 93° 00′ 00″ ouest  |       |
| Rivière McConnell (en)                   | Territoires du Nord-Ouest          |       | 24 mai 1982       | 328,00           | 0 - 20       | 248                | 67838            | 60° 49′ 59″ nord, 94° 19′ 59″ ouest  |       |
| Refuge d'oiseaux de Dewey Soper          | Territoires du Nord-Ouest          |       | 24 mai 1982       | 8 159,00         | 0 - 60       | 249                | 67839            | 66° 10′ 01″ nord, 74° 00′ 00″ ouest  |       |
| Sainte-Claire                            | Ontario                            |       | 16 octobre 1985   | 2,44             | 175          | 319                | 67840            | 42° 22′ 01″ nord, 82° 22′ 01″ ouest  |       |
| Chignecto                                | Nouvelle-Écosse                    |       | 16 octobre 1985   | 10,20            | 0 - 15       | 320                | 67841            | 45° 48′ 00″ nord, 64° 16′ 01″ ouest  |       |
| Parc provincial Polar Bear               | Ontario                            |       | 27 mai 1987       | 24 087,00        | 0 - 250      | 360                | 67842            | 52° 30′ nord, 84° 30′ ouest          |       |
| Lac Saint-François                       | Québec                             |       | 27 mai 1987       | 23,10            | 46 - 52      | 361                | 67843            | 45° 01′ 59″ nord, 74° 28′ 59″ ouest  |       |
| Baie de l'Isle-Verte                     | Québec                             |       | 27 mai 1987       | 22,15            | 15           | 362                | 67844            | 48° 01′ 01″ nord, 69° 19′ 59″ ouest  |       |
| Baie de Chipoudy                         | Nouveau-Brunswick                  |       | 27 mai 1987       | 122,00           | -6 - 6       | 363                | 67845            | 45° 46′ 59″ nord, 64° 34′ 59″ ouest  |       |
| Estuaire de la rivière Grand Codroy (en) | Terre-Neuve-et-Labrador            |       | 27 mai 1987       | 9,25             | 0 - 1        | 364                | 67846            | 47° 49′ 59″ nord, 59° 18′ 00″ ouest  |       |
| Lacs Quill                               | Saskatchewan                       |       | 27 mai 1987       | 635,00           | 518          | 365                | 67847            | 51° 55′ 01″ nord, 104° 19′ 59″ ouest |       |
| Marais Oak Hammock (en)                  | Manitoba                           |       | 27 mai 1987       | 36,00            | 267          | 366                | 67848            | 50° 10′ 01″ nord, 97° 06′ 00″ ouest  |       |
| Sud de la baie James                     | Ontario                            |       | 27 mai 1987       | 252,90           | 0 - 50       | 367                | 67849            | 51° 19′ 59″ nord, 80° 25′ 01″ ouest  |       |
| Pointe Pelée                             | Ontario                            |       | 27 mai 1987       | 15,64            | 175 - 176    | 368                | 67850            | 41° 58′ 59″ nord, 82° 30′ 00″ ouest  |       |
| Musquodoboit Harbour (en)                | Nouvelle-Écosse                    |       | 27 mai 1987       | 19,25            | -2 - 40      | 369                | 67851            | 44° 42′ nord, 63° 06′ ouest          |       |
| Lac Beaverhill                           | Alberta                            |       | 27 mai 1987       | 180,50           | 668 - 670    | 370                | 67852            | 53° 30′ nord, 113° 30′ ouest         |       |
| Anse sud du bassin des Mines             | Nouvelle-Écosse                    |       | 5 novembre 1987   | 268,00           | 0 - 20       | 379                | 67853            | 45° 13′ 01″ nord, 64° 16′ 01″ ouest  |       |
| Baie de Malpèque                         | Île-du-Prince-Édouard              |       | 28 avril 1988     | 244,40           | 0 - 8        | 399                | 67854            | 46° 31′ 59″ nord, 63° 48′ 00″ ouest  |       |
| Lagune et estuaire de la Tabusintac (en) | Nouveau-Brunswick                  |       | 10 juin 1993      | 49,97            | -3 - 8       | 612                | 67855            | 47° 19′ 59″ nord, 64° 55′ 59″ ouest  |       |
| Vallée de Creston (en)                   | Colombie-Britannique               |       | 21 février 1994   | 69,70            | 530          | 649                | 95323            | 49° 10′ 01″ nord, 116° 34′ 59″ ouest |       |
| Aire de conservation de la Mer Bleue     | Ontario                            |       | 26 septembre 1995 | 34,43            | 67 - 76      | 755                | 95324            | 45° 18′ nord, 75° 45′ ouest          |       |
| Terres humides de Minesing (en)          | Ontario                            |       | 31 octobre 1996   | 60,00            | 182          | 865                | 166868           | 44° 22′ 59″ nord, 80° 52′ 01″ ouest  |       |
| Baie Matchedash (en)                     | Ontario                            |       | 31 octobre 1996   | 18,40            | 177          | 866                | 166867           | 44° 43′ 59″ nord, 79° 40′ 01″ ouest  |       |
| Lac Saint-Pierre                         | Québec                             |       | 29 mai 1998       | 119,52           | 6            | 949                | 166866           | 46° 07′ 59″ nord, 72° 39′ 00″ ouest  |       |
| Zones humides du Columbia                | Colombie-Britannique               |       | 5 juin 2005       | 150,70           | 777 - 813    | 1463               | 902694           | 50° 40′ 59″ nord, 115° 13′ 01″ ouest |       |